# Klasyfikacja zawodów
Klasyfikacja zawodów – systematyczna lista zawodów, grupującą je według podobieństwa w kategorie społeczno-zawodowe. Klasyfikacje pozwalają na dokonywanie opisów społeczeństwa, porównania, analizy zmian, a także ułatwiają prawne regulowanie danego typu zawodów.

## Historia
Pierwszą kompleksową klasyfikację zawodów opracował w 1897 William C. Hunt na potrzeby United States Census Bureau. Klasyfikacja ta była w następnych dekadach rozwijana, pojawiły się także inne ujęcia opisu zawodów. Na potrzeby spisu ludności Stanów Zjednoczonych w 1940 Alba Edwards opracował klasyfikację zawodów, która stała się podstawowym punktem odniesienia dla późniejszych badaczy. Spis wyróżniał następujące kategorie społeczno-zawodowe:
1. specjaliści umysłowi (professionals);
2. właściciele, menedżerowie, urzędnicy państwowi:
3. farmerzy,
4. pracownicy zajmujących się sprzedażą,
5. pozostali właściciele, menedżerowie, urzędnicy państwowi;
6. pracownicy umysłowi niższego szczebla (clerical);
7. mistrzowie i robotnicy wykwalifikowani (craftsmen);
8. robotnicy półwykwalifikowani;
9. robotnicy niewykwalifikowani:
10. robotnicy rolni,
11. pozostali robotnicy poza rolnictwem,
12. pracownicy usług w zawodach fizycznych (servant classes).

Najbardziej znaną współczesną klasyfikacją jest Międzynarodowy Standard Klasyfikacji Zawodów opracowany przez Międzynarodową Organizację Pracy w 1958 (i później rozwijany). Klasyfikacja ta grupuje zawody na czterech szczeblach szczegółowości. Na najniższym poziomie jest 390 kategorii, zebranych w 116 kategorii drugiego szczebla, zebranych w 28 grup i (na najwyższym poziomie) zebranych w 10 kategorii. Kategorie najwyższego poziomu to:
- 0 Wojskowi
- 1 Wysocy urzędnicy państwowi, członkowie organów przedstawicielskich, kadra kierownicza przedsiębiorstw i organizacji,
- 2 Specjaliści, wolne zawody,
- 3 Technicy i specjaliści średniego szczebla,
- 4 Urzędnicy,
- 5 Pracownicy usług osobistych i placówek handlowych,
- 6 Rolnicy i robotnicy rolni,
- 7 Brygadziści i robotnicy wykwalifikowani,
- 8 Robotnicy zatrudnieni przy obsłudze maszyn, robotnicy taśmowi, kierowcy,
- 9 Pracownicy fizyczni wykonujący proste zadania w usługach i produkcji.

Klasyfikacja ta stała się podstawą wielu innych klasyfikacji, np. Klasyfikacja zawodów i specjalności dla potrzeb rynku pracy (1987)
Pierwszą polską klasyfikację zawodów opracowali w 1974 Michał Pohoski i Kazimierz M. Słomczyński pod nazwą Społeczna Klasyfikacja Zawodów (SKZ). Podobnie jak klasyfikacja międzynarodowa, grupuje ona kategorie społeczno-zawodowe w cztery poziomy ogólności. W zmodyfikowanej wersji, klasyfikacja Pohoskiego i Słomczyńskiego jest stosowana w wielu współczesnych badaniach społeczeństwa polskiego. Na najwyższym poziomie wyszczególnia ona następujące kategorie społeczno-zawodowe:
- 0 Kierownictwo i wyższe kadry,
- 1 Specjaliści,
- 2 Technicy, mistrzowie i wyspecjalizowani pracownicy biurowi,
- 3 Inni pracownicy umysłowi,
- 4 Pracownicy fizyczno-umysłowi,
- 5 Wykwalifikowani pracownicy fizyczni,
- 6 Półwykwalifikowani i niewykwalifikowani pracownicy fizyczni,
- 7 Rolnicy,
- 8 Właściciele zakładów wytwórczych i usługowych,
- 9 Inni i niesklasyfikowani.

W 1996 Henryk Domański i Zbigniew Sawiński przedstawili Polską Socjologiczną Klasyfikację Zawodów (PSK-95), dostosowaną do nowych warunków społeczno-gospodarczych i wykorzystywaną w badaniach socjologicznych .